# Эрадзе, Георгий Павлович
Георгий Павлович Эрадзе
(груз. გიორგი პავლეს ძე ერაძე, 1882, Дирби, Шида-Картли — 1971, Париж) — грузинский политик, член Учредительного собрания Грузии, министр труда в правительстве Ноя Жордании.

## Биография
Родился в крестьянской семье.
Окончил Тифлисское гражданское училище. Освоил профессию столяра в Тифлисском профессионально-техническом училище.
Примкнул к социал-демократической партии. Сотрудничал с центральными периодическими изданиями партии и активно работал в профсоюза, возглавлял профсоюз трамвайщиков. Был известен под псевдонимами «Бродяга», «Брэди» и «Джордж». Многократно был арестован, в частности в 1909 и 1910 годах. Делегат съезда РСДРП в Лондоне (1907) от Тифлисской организации.
В 1917 году, после февральской революции, был избран членом совета солдатских и рабочих депутатов, в ноябре 1917 года — членом Национального совета Грузии. Выезжал в регионы, выступал с разъяснениями политики новой власти. 26 мая 1918 года подписал Декларацию независимости Грузии.
В 1919 году избран в Учредительное собрание Грузии. Занимал пост заместителя министра труда в правительстве Ноя Жордании, в конце 1919 года был назначен министром труда и снабжения.
В марте 1921 года эмигрировал вместе с другими членами правительства. Жил в Лёвиль-сюр-Орже во Франции, был членом бюро социал-демократической партии, архивной комиссии бывшего правительственного архива Демократической Республики и управляющего органа Левильского Общества Грузии. Принимал активное участие в развитии поместья Лёвиль и сохранении правительственного архива.
Похоронен на Левильском кладбище.